# Bedford QL
Il Bedford QL era un mezzo militare da trasporto 4x4 inglese prodotto dalla Bedford, anche se inizialmente completato come autocarro medio 4×2 da 3 tonnellate, e ampiamente usato per ruoli di trasporto truppa, trattore d'artiglieria, portee e altri impieghi ancora. Il primo modello apparve nel 1939.
Esistevano diverse versioni: la QL-D era il trattore d'artiglieria, il QL-T, conosciuto come Drooper era la versione trasporto truppe (poteva trasportare 29 soldati completamente equipaggiati). La RAF utilizzò soprattutto la versione autocisterna. Una versione anfibia, la Giraffe (giraffa), fu sviluppata, ma non passò mai lo stadio di prototipo.